# Schultesia
Schultesia – rodzaj roślin z rodziny goryczkowatych (Gentianaceae). Obejmuje 16 gatunków występujących na kontynentach amerykańskich od Meksyku i Wielkich Antyli na północy po północną Argentynę na południu. Jeden gatunek – Schultesia guianensis poza Ameryką Południową obecny jest także w zachodniej Afryce między Sierra Leone, Senegalem i Czadem.

## Morfologia
PokrójRośliny jednoroczne.
LiścieNaprzeciwległe, siedzące, od cienkich do gruboszowatych.
KwiatyCztero- lub pięciokrotne, pojedyncze na szczycie pędu lub zebrane w szczytowy wierzchotkowaty kwiatostan. Kielich najczęściej czterokanciasty, czasem oskrzydlony, z rurką krótszą lub dłuższą od ząbków. Płatki korony zrośnięte, tworzą koronę lejkowatą z łatkami wyprostowanymi lub rozchylonymi, czasem urnowato rozdętą u nasady. Rurka z reguły jest dłuższa od wolnych łatek. Korona ma kolor różowy, różowo-fioletowy, żółty do białego. Pręciki osadzone są na rurce korony, poniżej połowy jej długości. Nitki pręcików są oskrzydlone w górnej części. Zalążnia górna, jednokomorowa, z pojedynczą, wydłużoną szyjką słupka.
OwoceTorebki.

## Systematyka
Rodzaj z podplemienia Coutoubeinae, plemienia Chironieae z rodziny goryczkowatych (Gentianaceae).
Wykaz gatunków
- Schultesia angustifolia Griseb.
- Schultesia aptera Cham.
- Schultesia australis Griseb.
- Schultesia bahiensis E.F.Guim. & Fontella
- Schultesia benthamiana Klotzsch ex Griseb.
- Schultesia brachyptera Cham.
- Schultesia crenuliflora Mart.
- Schultesia doniana Progel
- Schultesia gracilis Mart.
- Schultesia guianensis (Aubl.) Malme
- Schultesia irwiniana E.F.Guim. & Fontella
- Schultesia minensis E.F.Guim. & Fontella
- Schultesia pachyphylla Griseb.
- Schultesia piresiana E.F.Guim. & Fontella
- Schultesia pohliana Progel
- Schultesia subcrenata Klotzsch ex Griseb.